# Thysanophora asymmetrica
Thysanophora asymmetrica är en svampart som beskrevs av Subram. & Sudha 1987. Thysanophora asymmetrica ingår i släktet Thysanophora och familjen Trichocomaceae.   Inga underarter finns listade i Catalogue of Life.